# سطح مبنا

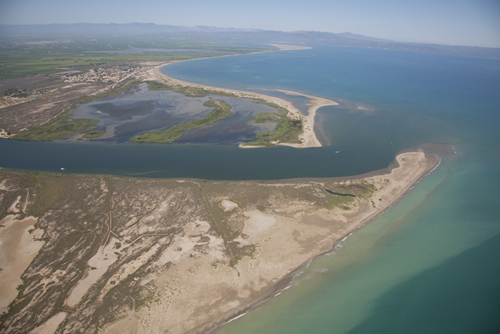
عکس هوایی دلتای ایبرو در محل رسیدن رود ایبرو به دریای مدیترانه

سطح مبنا (به انگلیسی: Base-level) یا سطح اساس در زمین‌شناسی و ژئومورفولوژی به پایین‌ترین سطحی گفته می‌شود که یک رود می‌تواند بستر خود را فرسایش دهد. این اصطلاح توسط جان وسلی پاول در سال ۱۸۷۵ معرفی شد و سپس ویلیام موریس دیویس آن را در نظریه چرخه فرسایش به کار برد.
عواملی مانند افزایش سطح آب دریاها، بالاآمدگی زمین‌ساختی، اسارت رودخانه و رسوب‌گذاری گسترده می‌توانند باعث تغییر سطح اساس شوند.

## مدت زمان
مدت زمانی که بستر رود جهت رسیدن به سطح مبنا لازم دارد بستگی به میزان فرسایش دارد.
به‌طور کلی در مقایسه با رودهای کوچک این مدت زمان برای رودهای بزرگ کمتر خواهد بود و همچنین در روی سنگ‌های سخت و مقاوم زمان بیشتر از سنگ‌های سست و کم‌مقاومت خواهد بود.